# Список млекопитающих Сомали
Это список видов млекопитающих, зарегистрированных в Сомали. В Сомали насчитывается 192 идентифицированных вида или подвида млекопитающих, из которых 2 вида, находятся на грани исчезновения, 1 — под угрозой исчезновения, 12 являются уязвимыми и 4 вида близки к уязвимому положению.
Следующие теги используются для выделения статуса сохранения каждого вида по оценке МСОП:
- — вымершие в дикой природе виды
- — исчезнувшие в дикой природе, представители которых сохранились только в неволе
- — виды на грани исчезновения (в критическом состоянии)
- — виды под угрозой исчезновения
- — уязвимые виды
- — виды, близкие к уязвимому положению
- — виды под наименьшей угрозой
- — виды, для оценки угрозы которым не хватает данных

Некоторые виды были оценены с использованием более ранних критериев. Виды, оцененные с использованием этой системы, имеют следующие категории вместо угрожаемых и наименее опасных:
| LR/cd | Lower risk/conservation dependent | Виды, которые были в центре внимания программ сохранения и, возможно, перешли в категорию более высокого риска, если эта программа была прекращена. |
| LR/nt | Lower risk/near threatened        | Виды, которые близки к тому, чтобы классифицироваться как уязвимые, но не являются объектом программ сохранения.                                    |
| LR/lc | Lower risk/least concern          | Виды, для которых не существует идентифицируемых рисков.                                                                                            |

## Подкласс:Звери

### Инфракласс:Eutheria

#### Отряд:Афросорициды(тенреки и златокроты)
- Семейство: Златокроты
  - Подсемейство: Amblysominae
    - Род: Calcochloris
      - Сомалийский златокрот, Calcochloris tytonis DD

#### Отряд:Прыгунчики(прыгунчики)
- Семейство: Прыгунчиковые
  - Род: Длинноухие прыгунчики
    - Прыгунчик Ревуала, Elephantulus revoili DD
    - Рыжий прыгунчик, Elephantulus rufescens LC

#### Отряд:Трубкозубые(трубкозубы)
- Семейство: Трубкозубовые
  - Род: Трубкозубы
    - Трубкозуб, Orycteropus afer LC

#### Отряд:Даманы(даманы)
- Семейство: Дамановые
  - Род: Горные даманы
    - Даман Брюса, Heterohyrax brucei LC

  - Род: Скалистые даманы
    - Капский даман, Procavia capensis LC

#### Отряд:Хоботные(слоны)
- Семейство: Слоновые
  - Род: Африканские слоны

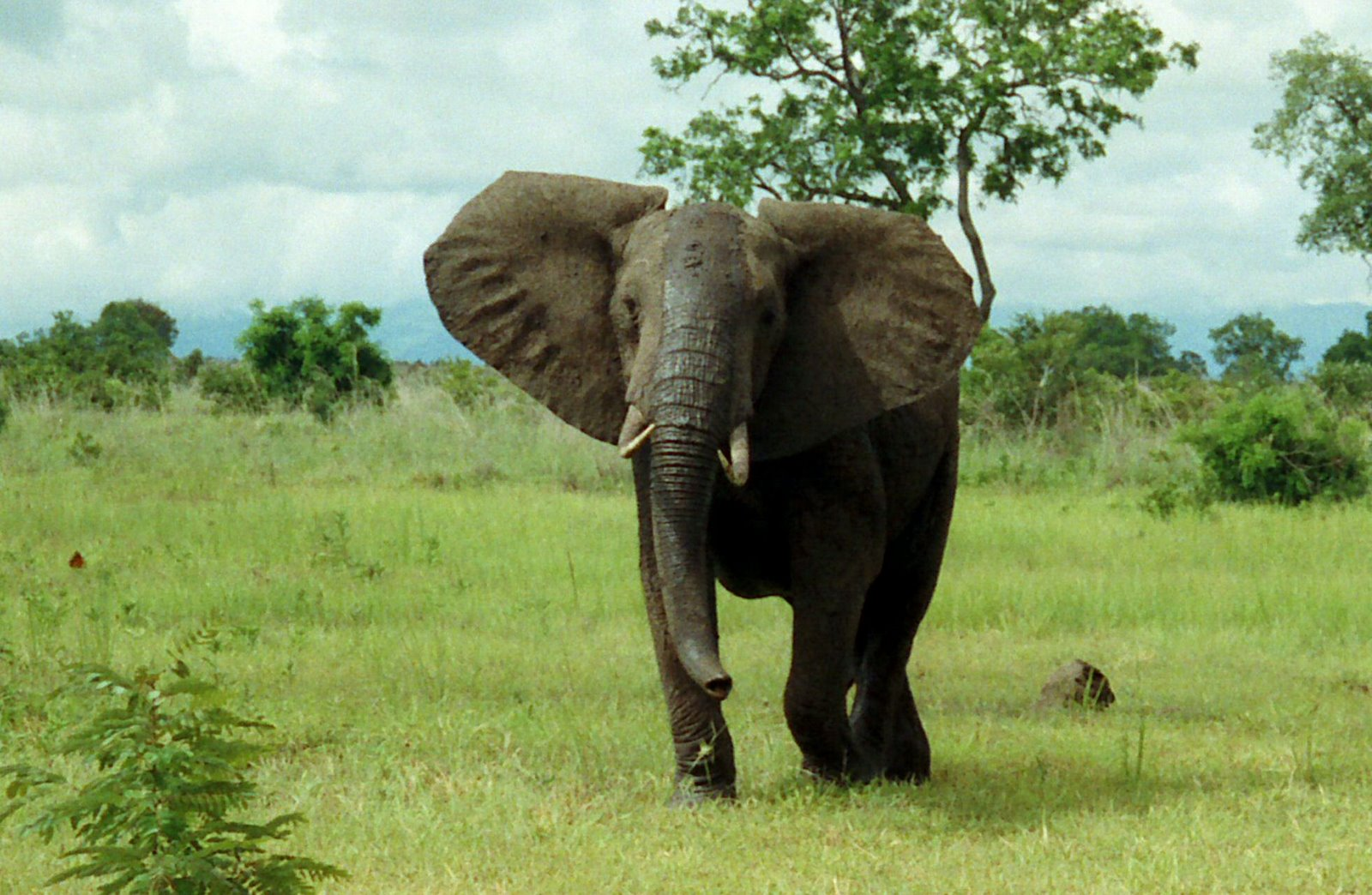
Саванный слон

    - Саванный слон, Loxodonta africana VU

#### Отряд:Сирены(ламантины и дюгони)
- Семейство: Дюгоневые
  - Род: Дюгони
    - Дюгонь, Dugong dugon VU

#### Отряд:Приматы
- Подотряд: Мокроносые приматы
  - Инфраотряд: Лориобразные
    - Семейство: Галаговые
      - Род: Галаго

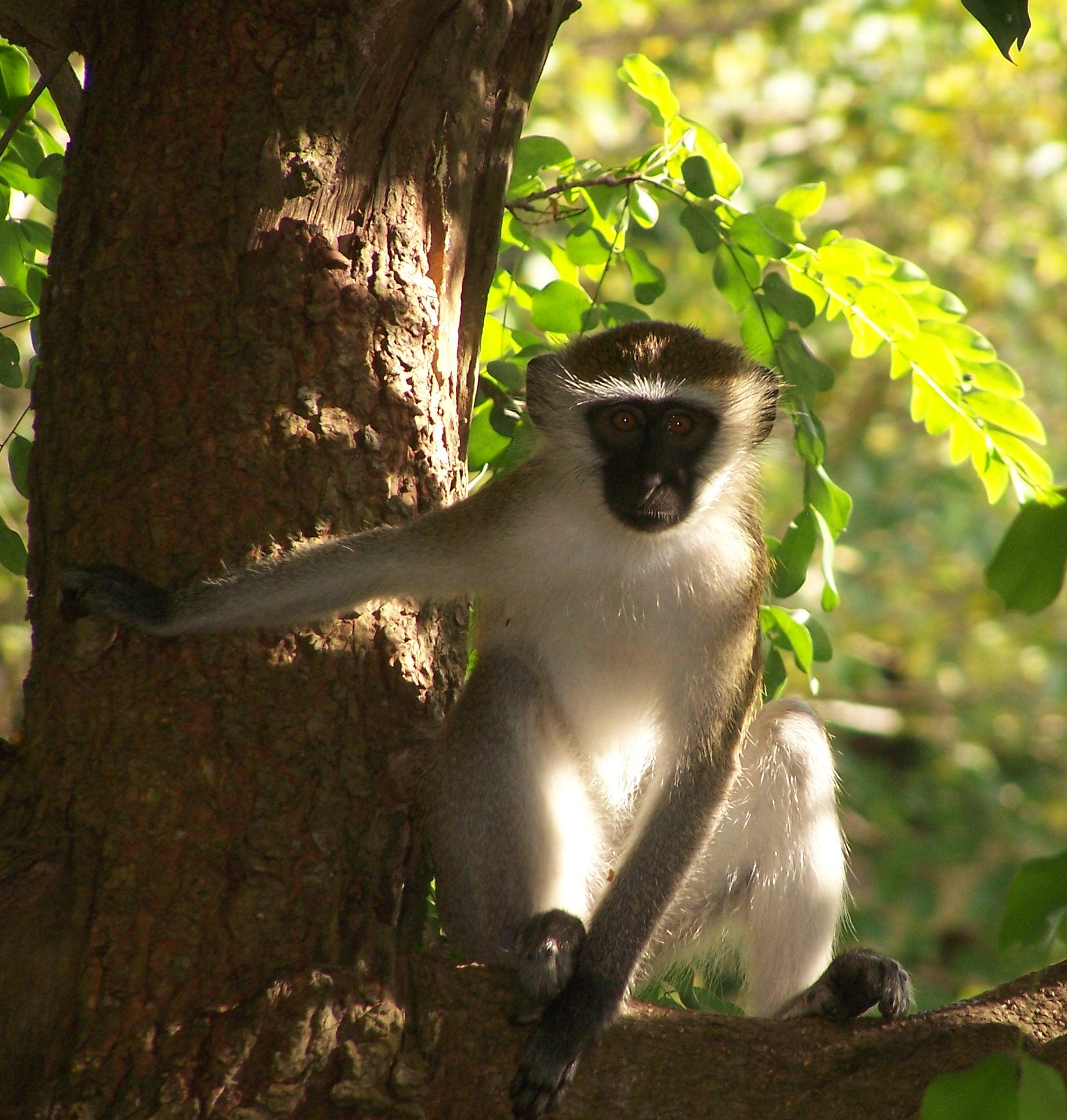
Верветка

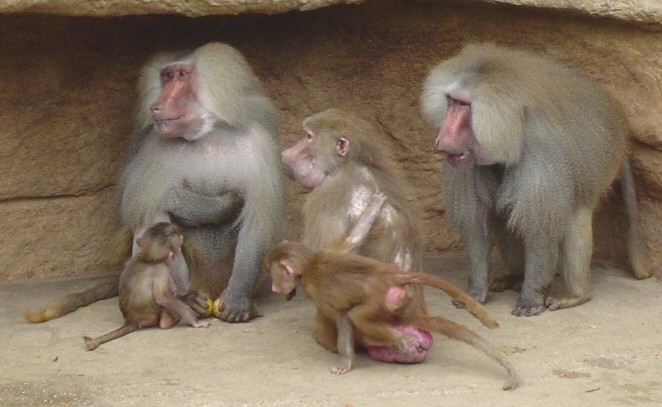
Гамадрил

        - Сомалийский галаго, Galago gallarum LR/nt
        - Занзибарский галаго, Galagoides zanzibaricus LR/nt

      - Род: Толстохвостые галаго
        - Галаго Гарнетта, Otolemur garnettii LR/lc
- Подотряд: Сухоносые приматы
  - Инфраотряд: Обезьянообразные
    - Парвотряд: Узконосые обезьяны
      - Надсемейство: Собакоголовые
        - Семейство: Мартышковые (Обезьяны Старого Света)
          - Род: Мартышки-гусары
            - Мартышка-гусар, Erythrocebus patas LR/lc

          - Род: Зелёные мартышки
            - Верветка, Chlorocebus pygerythrus LR/lc

          - Род: Мартышки
            - Голубая мартышка, Cercopithecus mitis LR/lc

          - Род: Павианы
            - Павиан анубис, Papio anubis LR/lc
            - Бабуин, Papio cynocephalus LR/lc
            - Гамадрил, Papio hamadryas LR/nt

#### Отряд:Грызуны(грызуны)
- Подотряд: Дикобразообразные
  - Семейство: Землекоповые
    - Род: Голые землекопы

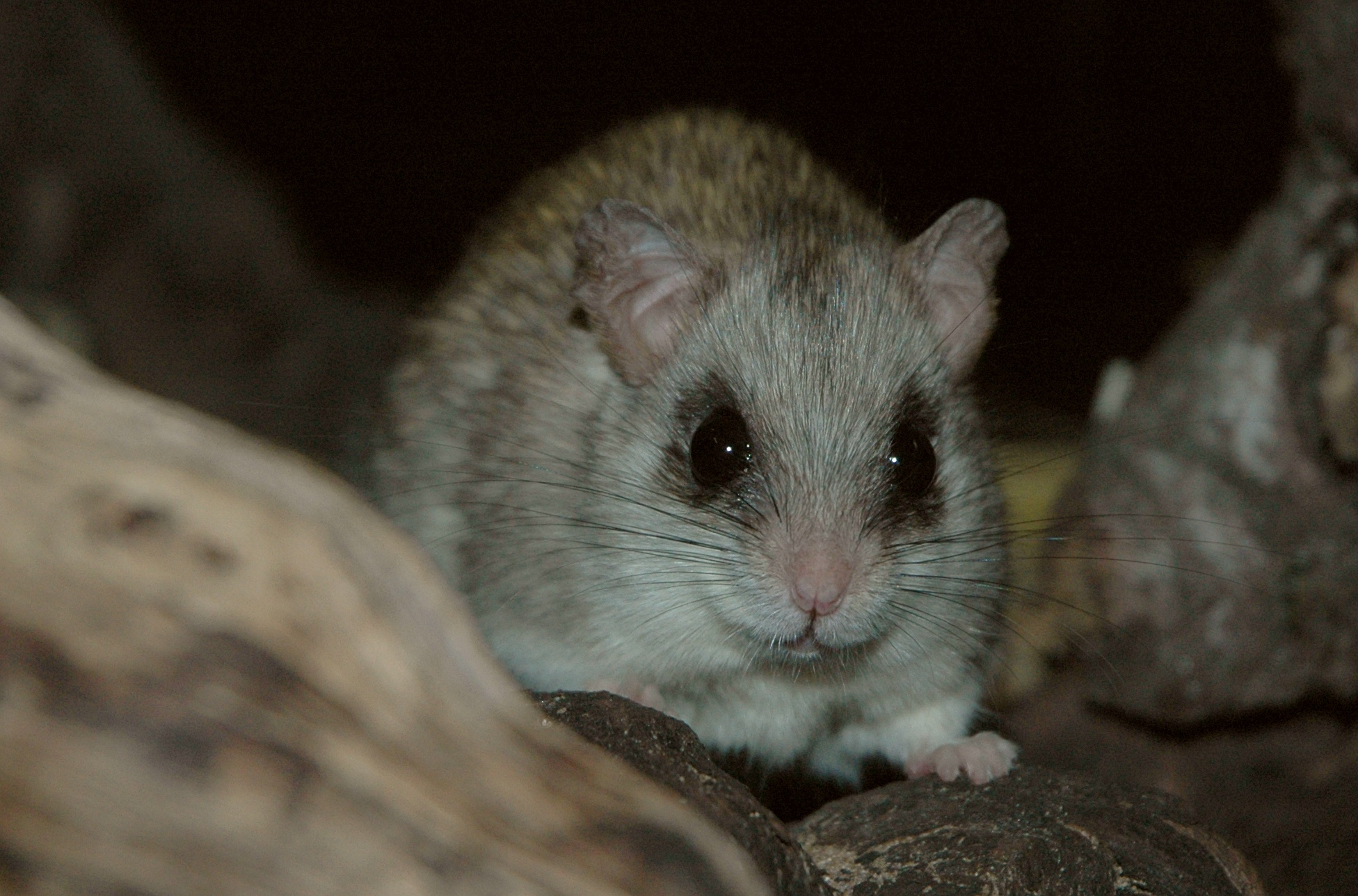
Акациевая крыса

      - Голый землекоп, Heterocephalus glaber LC

  - Семейство: Дикобразовые (Дикобразы Старого Света)
    - Род: Дикобразы
      - Хохлатый дикобраз, Hystrix cristata LC
- Подотряд: Белкообразные
  - Семейство: Беличьи (белки)
    - Подсемейство: Xerinae
      - Триба: Xerini
        - Род: Земляные белки
          - Рыжая земляная белка, Xerus rutilus LC

      - Триба: Protoxerini
        - Род: Кустарниковые белки
          - Охристая белка, Paraxerus ochraceus LC
          - Рыжая кустарниковая белка, Paraxerus palliatus LC
- Подотряд: Мышеобразные
  - Семейство: Тушканчиковые (тушканчики)
    - Подсемейство: Dipodinae
      - Род: Пустынные тушканчики
        - Египетский тушканчик, Jaculus jaculus LC

  - Семейство: Слепышовые
    - Подсемейство: Tachyoryctinae
      - Род: Кротовые крысы
        - Восточноафриканская кротовая крыса, Tachyoryctes splendens LC

  - Семейство: Незомииды
    - Подсемейство: Cricetomyinae
      - Род: Мешотчатые крысы
        - Мешотчатая крыса Мирнса, Saccostomus mearns LC

  - Семейство: Мышиные (мыши, крысы, полевки, песчанки, хомяки и т. д.)
    - Подсемейство: Деомииновые
      - Род: Иглистые мыши
        - Огненная иглистая мышь, Acomys ignitus LC
        - Иглистая мышь Кемпа, Acomys kempi LC
        - Сомалийская иглистая мышь, Acomys louisae LC
        - Иглистая мышь-мулла, Acomys mullah LC
        - Иглистая мышь Перциваля, Acomys percivali LC
        - Иглистая мышь Вильсона, Acomys wilsoni LC

    - Подсемейство: Песчанковые
      - Род: Ammodillus
        - Сомалийская песчанка, Ammodillus imbellis DD

      - Род: Карликовые песчанки
        - Берберийская песчанка, Gerbillus acticola DD
        - Песчанка Брокмана, Gerbillus brockmani DD
        - Джибутийская песчанка, Gerbillus dunni DD
        - Gerbillus juliani LC
        - Песчанка Розалинды, Gerbillus rosalinda DD
        - Gerbillus ruberrimus LC
        - Gerbillus somalicus DD

      - Род: Microdillus
        - Карликовая сомалийская песчанка, Microdillus peeli LC

      - Род: Tatera
        - Tatera nigricauda LC
        - Tatera phillipsi LC
        - Tatera robusta LC

      - Род: Taterillus
        - Песчанка Харрингтона, Taterillus harringtoni LC

    - Подсемейство: Lophiomyinae
      - Род: Косматые хомяки
        - Косматый хомяк, Lophiomys imhausi LC

    - Подсемейство: Мышиные
      - Род: Травяные мыши
        - Травяная мышь Ньюманна, Arvicanthis neumanni DD

      - Род: Кустарниковые крысы
        - Сероголовая крыса, Grammomys caniceps DD

      - Род: Многососковые мыши
        - Натальская мышь, Mastomys natalensis LC

      - Род: Домовые мыши
        - Изящная мышь, Mus tenellus LC

      - Род: Myomyscus
        - Myomyscus brockmani LC

      - Род: Талломисы
        - Акациевая крыса, Thallomys paedulcus LC

  - Семейство: Гребнепалые
    - Род: Pectinator
      - Кистехвостый гунди, Pectinator spekei DD

#### Отряд:Зайцеобразные(зайцеобразные)
- Семейство: Зайцевые (кролики, зайцы)
  - Род: Зайцы
    - Капский заяц, Lepus capensis LR/lc
    - Абиссинский заяц, Lepus habessinicus LR/lc

#### Отряд:Насекомоядные
- Подотряд: Ежеобразные
  - Семейство: Ежовые (ежи)
    - Подсемейство: Настоящие ежи
      - Род: Африканские ежи
        - Белобрюхий ёж, Atelerix albiventris LR/lc
        - Сомалийский ёж, Atelerix sclateri LR/lc

    - Род: Длинноиглые ежи
      - Эфиопский ёж, Paraechinus aethiopicus LR/lc
- Подотряд: Землеройкообразные
  - Семейство: Землеройковые (землеройки)
    - Подсемейство: Белозубочьи
      - Род: Белозубки
        - Белозубка Гринвуда, Crocidura greenwoodi LC
        - Белозубка Макартура, Crocidura macarthuri LC
        - Карликовая белозубка, Crocidura nana DD
        - Белозубка Смита, Crocidura smithii LC
        - Сомалийская белозубка, Crocidura somalica LC
        - Сенегальская белозубка, Crocidura viaria LC
        - Белозубка Во, Crocidura voi LC
        - Янкарийская белозубка, Crocidura yankariensis LC

#### Отряд:Рукокрылые(летучие мыши)
- Семейство: Крылановые (летающие лисицы, летучие мыши Старого Света)
  - Подсемейство: Eidolinae
    - Род: Пальмовые крыланы
      - Пальмовый крылан, Eidolon helvum LC

  - Подсемейство: Rousettinae
    - Род: Эполетовые крыланы
      - Восточноафриканский эполетовый крылан, Epomophorus minimus LC
      - Крылан Вальберга, Epomophorus wahlbergi LC
- Семейство: Гладконосые летучие мыши
  - Подсемейство: Vespertilioninae
    - Род: Кожаны
      - Пустынный кожан, Eptesicus bottae LC

    - Род: Гладконосы-бабочки
      - Выростогуб-бабочка, Glauconycteris variegata LC

    - Род: Кожановидные нетопыри
      - Hypsugo eisentrauti DD

    - Род: Африканские кожанки
      - Капский нетопырь, Neoromicia capensis LC
      - Neoromicia helios DD
      - Банановый нетопырь, Neoromicia nanus LC
      - Кожан Рендалла, Neoromicia rendalli LC
      - Сомалийский кожан, Neoromicia somalicus LC

    - Род: Nycticeinops
      - Гладконос Шлиффена, Nycticeinops schlieffeni LC

    - Род: Нетопыри
      - Пустынный нетопырь, Pipistrellus deserti LC
      - Средиземноморский нетопырь, Pipistrellus kuhlii LC

    - Род: Пегие гладконосы
      - Scotoecus albigula DD
      - Scotoecus hindei DD
      - Ганский кожан, Scotoecus hirundo DD

    - Род: Домовые гладконосы
      - Африканский гладконос, Scotophilus dinganii LC
- Семейство: Мышехвостые
  - Род: Мышехвосты
    - Мышехвост Хардвика, Rhinopoma hardwickei LC
    - Rhinopoma macinnesi VU
- Семейство: Бульдоговые летучие мыши
  - Род: Малые складчатогубы
    - Карликовый складчатогуб, Chaerephon pumila LC

  - Род: Большие складчатогубы
    - Ангольский складчатогуб, Mops condylurus LC
- Семейство: Футлярохвостые
  - Род: Африканские мешкокрылы
    - Африканский мешкокрыл, Coleura afra LC

  - Род: Могильные мешкокрылы
    - Taphozous hamiltoni NT
    - Южноафриканский мешкокрыл, Taphozous mauritianus LC
    - Taphozous nudiventris LC
    - Могильный мешкокрыл, Taphozous perforatus LC
- Семейство: Щелемордые
  - Род: Щелеморды
    - Nycteris aurita DD
    - Мохнатый щелеморд, Nycteris hispida LC
    - Сомалийский щелеморд, Nycteris parisii DD
    - Египетский щелеморд, Nycteris thebaica LC
- Семейство: Копьеносые
  - Род: Cardioderma
    - Африканский ложный вампир, Cardioderma cor LC

  - Род: Lavia
    - Желтокрылый ложный вампир, Lavia frons LC
- Семейство: Подковоносые
  - Подсемейство: Rhinolophinae
    - Род: Подковоносы
      - Средиземноморский подковонос, Rhinolophus blasii NT
      - Подковонос Жоффруа, Rhinolophus clivosus LC
      - Угандский подковонос, Rhinolophus eloquens DD
      - Дамарский подковонос, Rhinolophus fumigatus LC
      - Подковонос Гильдебрандта, Rhinolophus hildebrandti LC
      - Подковонос Ландера, Rhinolophus landeri LC

  - Подсемейство: Hipposiderinae
    - Род: Трезубценосы
      - Обыкновенный трезубценос, Asellia tridens LC

    - Род: Подковогубы
      - Каффрский листонос, Hipposideros caffer LC
      - Hipposideros marungensis NT
      - Эфиопский листонос, Hipposideros megalotis NT

    - Род: Трилистоносы
      - Персидский трилистонос, Triaenops persicus LC

#### Отряд:Панголины(панголины)
- Семейство: Панголиновые
  - Род: Ящеры
    - Степной ящер, Manis temminckii LR/nt

#### Отряд:Китообразные(киты)
- Подотряд: Усатые киты
  - Семейство: Полосатиковые
    - Подсемейство: Balaenopterinae
      - Род: Полосатики
        - Северный малый полосатик, Balaenoptera acutorostrata LC
        - Сейвал, Balaenoptera borealis EN
        - Полосатик Брайда, Balaenoptera edeni DD
        - Синий кит, Balaenoptera musculus EN
        - Финвал, Balaenoptera physalus EN

    - Подсемейство: Megapterinae
      - Род: Горбатые киты
        - Горбатый кит, Megaptera novaeangliae CR (популяция Аравийского моря)
- Подотряд: Зубатые киты
  - Надсемейство: Platanistoidea
    - Семейство: Кашалотовые
      - Род: Кашалоты
        - Кашалот, Physeter macrocephalus VU

    - Семейство: Карликовые кашалоты
      - Род: Карликовые кашалоты
        - Карликовый кашалот, Kogia breviceps LR/lc
        - Малый карликовый кашалот, Kogia sima LR/lc

    - Семейство: Клюворыловые
      - Род: Австралийские ремнезубы
        - Австралийский ремнезуб, Indopacetus pacificus DD

      - Род: Клюворылы
        - Клюворыл, Ziphius cavirostris DD

      - Род: Ремнезубы
        - Тупорылый ремнезуб, Mesoplodon densirostris DD
        - Японский ремнезуб, Mesoplodon ginkgodens DD

    - Семейство: Дельфиновые (морские дельфины)
      - Род: Крупнозубые дельфины
        - Крупнозубый дельфин, Steno bredanensis DD

      - Род: Горбатые дельфины
        - Китайский дельфин, Sousa chinensis DD

      - Род: Афалины
        - Индийская афалина, Tursiops aduncus DD
        - Афалина, Tursiops truncatus DD

      - Род: Продельфины
        - Узкорылый продельфин, Stenella attenuata LR/cd
        - Полосатый продельфин, Stenella coeruleoalba LR/cd
        - Длиннорылый продельфин, Stenella longirostris LR/cd

      - Род: Малайзийские дельфины
        - Малайзийский дельфин, Lagenodelphis hosei DD

      - Род: Серые дельфины
        - Серый дельфин, Grampus griseus DD

      - Род: Карликовые косатки
        - Карликовая косатка, Feresa attenuata DD

      - Род: Малые косатки
        - Малая косатка, Pseudorca crassidens LR/lc

      - Род: Косатки
        - Косатка Orcinus orca LR/cd

      - Род: Гринды
        - Короткоплавниковая гринда, Globicephala macrorhynchus LR/cd

      - Род: Бесклювые дельфины
        - Широкомордый дельфин, Peponocephala electra DD

#### Отряд:Хищные(хищники)
- Подотряд: Кошкообразные
  - Семейство: Кошачьи (кошки)
    - Подсемейство: Малые кошки
      - Род: Гепарды
        - Гепард, Acinonyx jubatus VU

      - Род: Каракалы
        - Каракал, Caracal caracal LC

      - Род: Кошки
        - Степной кот, Felis lybica LC

      - Род: Сервалы
        - Сервал, Leptailurus serval LC

    - Подсемейство: Большие кошки
      - Род: Пантеры
        - Лев, Panthera leo VU
        - Леопард, Panthera pardus NT

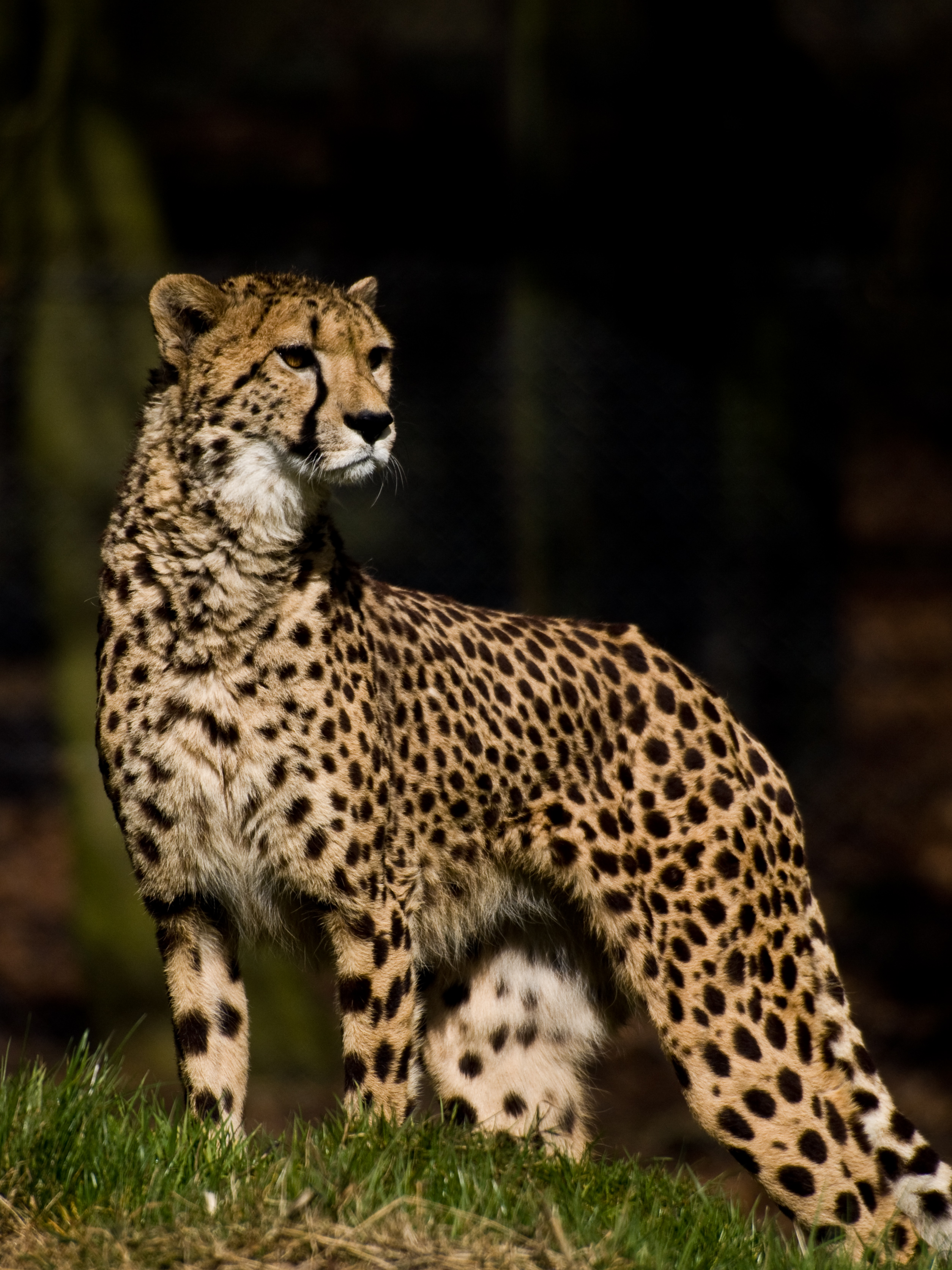
Гепард

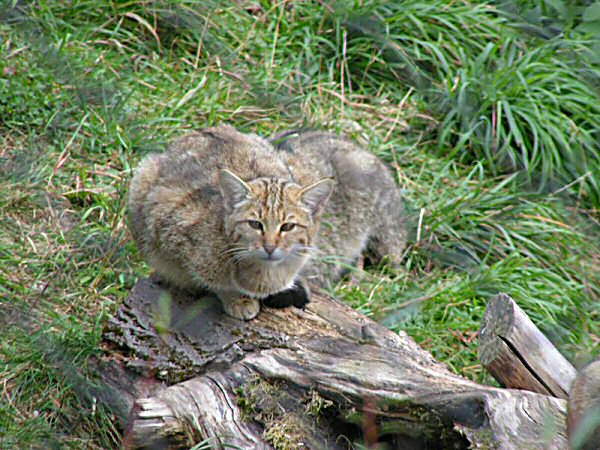
Лесной кот

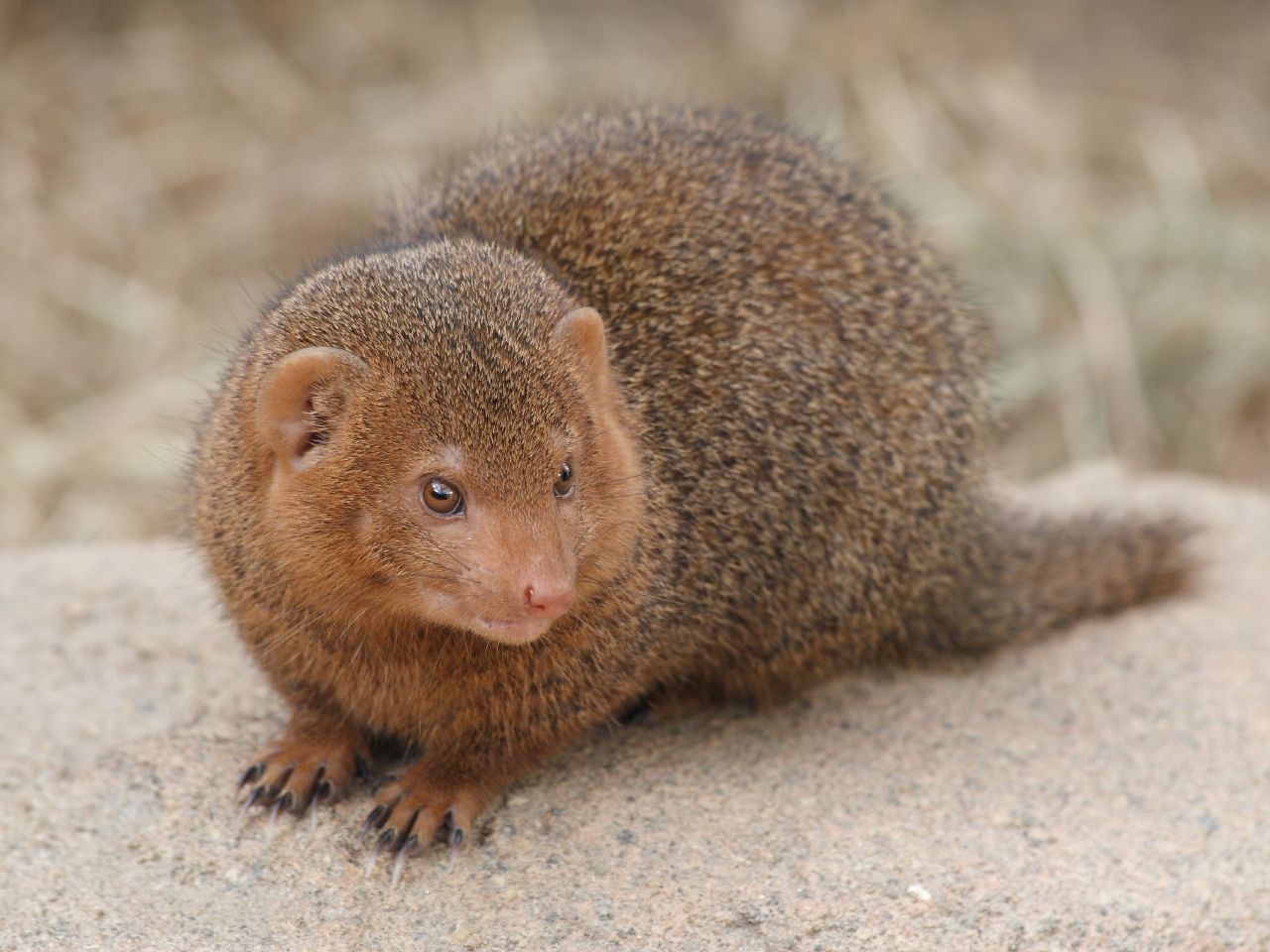
Карликовый мангуст

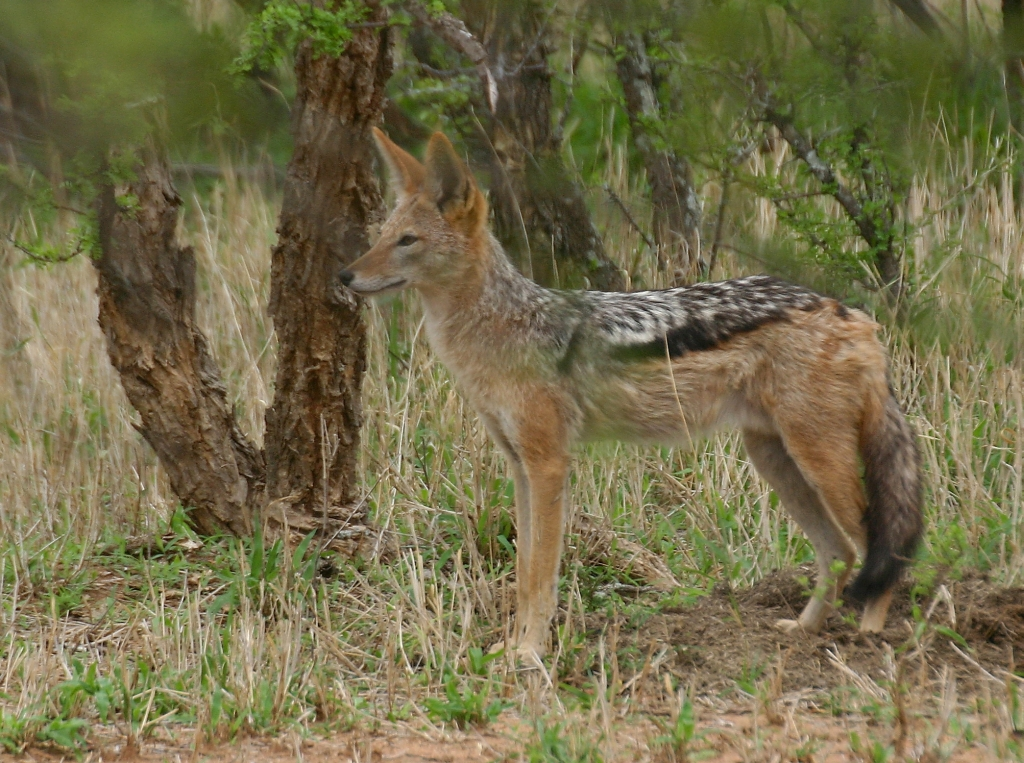
Чепрачный шакал

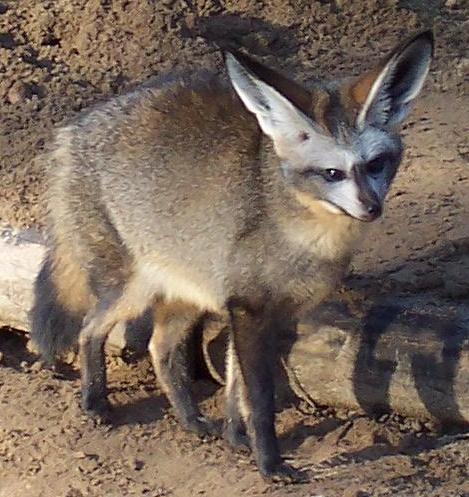
Большеухая лисица

        - Африканский леопард, Panthera pardus pardus

  - Семейство: Виверровые (циветты, мангусты и т. д.)
    - Подсемейство: Viverrinae
      - Род: Африканские циветты
        - Африканская цивета, Civettictis civetta LC

      - Род: Генетты
        - Эфиопская генетта, Genetta abyssinica DD
        - Обыкновенная генета, Genetta genetta LC

  - Семейство: Мангустовые (мангусты)
    - Род: Водяные мангусты
      - Водяной мангуст, Atilax paludinosus LC

    - Род: Африканские мангусты
      - Стройный мангуст, Galerella sanguinea LC

    - Род: Карликовые мангусты
      - Крошечный мангуст, Helogale hirtula LC
      - Карликовый мангуст, Helogale parvula LC

    - Род: Белохвостые мангусты
      - Белохвостый мангуст, Ichneumia albicauda LC

    - Род: Полосатые мангусты
      - Полосатый мангуст, Mungos mungo LC

  - Семейство: Гиены (гиены)
    - Род: Пятнистые гиены
      - Пятнистая гиена, Crocuta crocuta LC

    - Род: Hyaena
      - Полосатая гиена, Hyaena hyaena NT

    - Род: Земляные волки
      - Земляной волк, Proteles cristatus LC
- Подотряд: Собакообразные
  - Семейство: Псовые (собаки, лисы)
    - Род: Лисицы
      - Песчаная лисица, Vulpes rueppellii

    - Род: Волки
      - Полосатый шакал, Canis adustus LC
      - Африканский золотой волк, Canis anthus NE
      - Чепрачный шакал, Canis mesomelas LC

    - Род: Большеухие лисицы
      - Большеухая лисица, Otocyon megalotis LC

    - Род: Гиеновидные собаки
      - Гиеновидная собака, Lycaon pictus EN

  - Семейство: Куньи (куньи)
    - Род: Африканские хорьки
      - Африканский хорёк, Ictonyx striatus LC

    - Род: Mellivora
      - Медоед, Mellivora capensis LC

#### Отряд:Непарнокопытные(непарнокопытные)

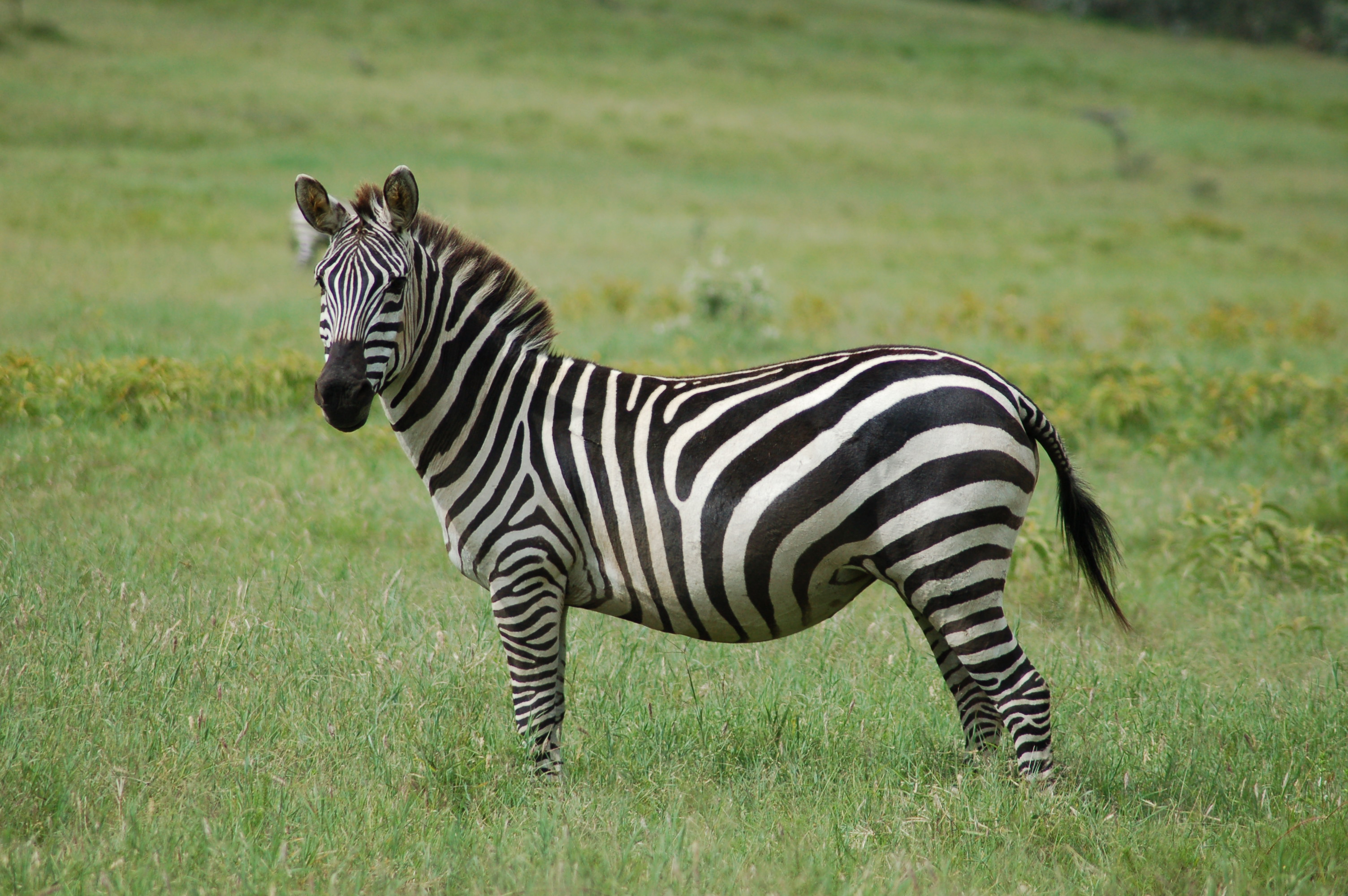
Зебра Гранта

- Семейство: Лошадиные (лошади и т. д.)
  - Род: Лошади
    - Сомалийский осёл, Equus africanus somaliensis CR
    - Зебра Гранта, Equus quagga boehmi NT

#### Отряд:Парнокопытные(парнокопытные)
- Семейство: Свиньи (свиньи)
  - Подсемейство: Phacochoerinae
    - Род: Бородавочники

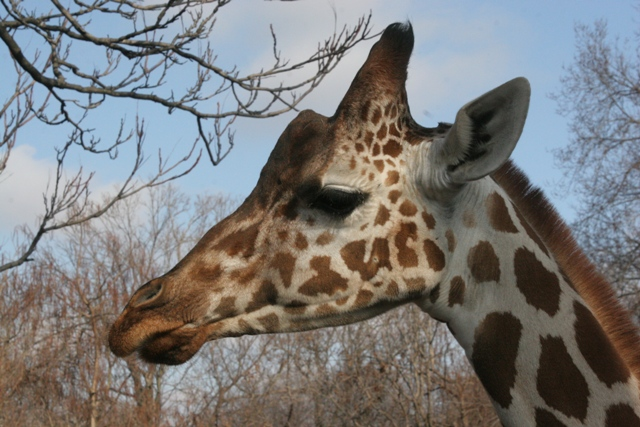
Сетчатый жираф

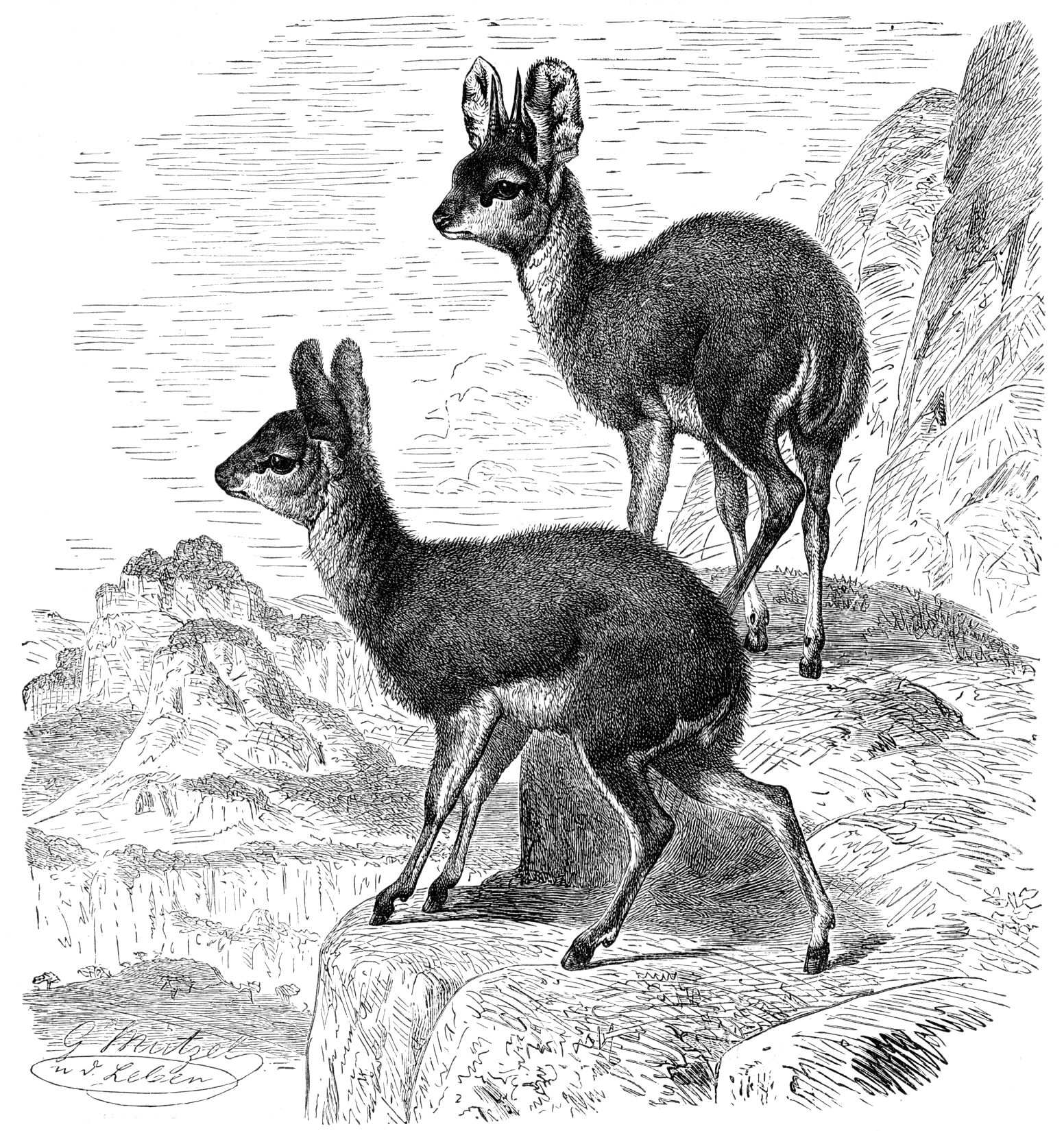
Антилопа-прыгун

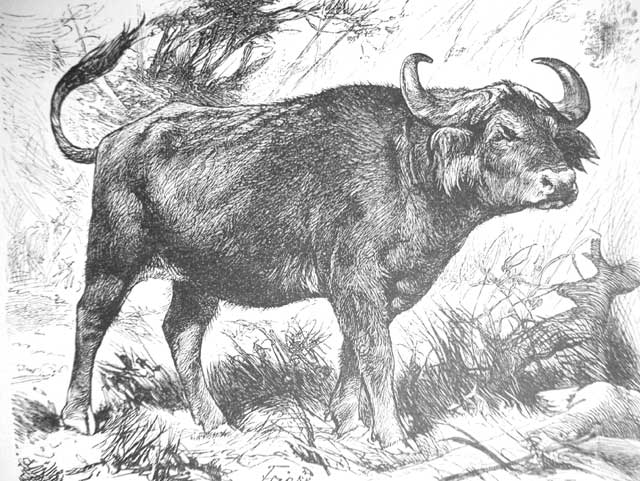
Африканский буйвол

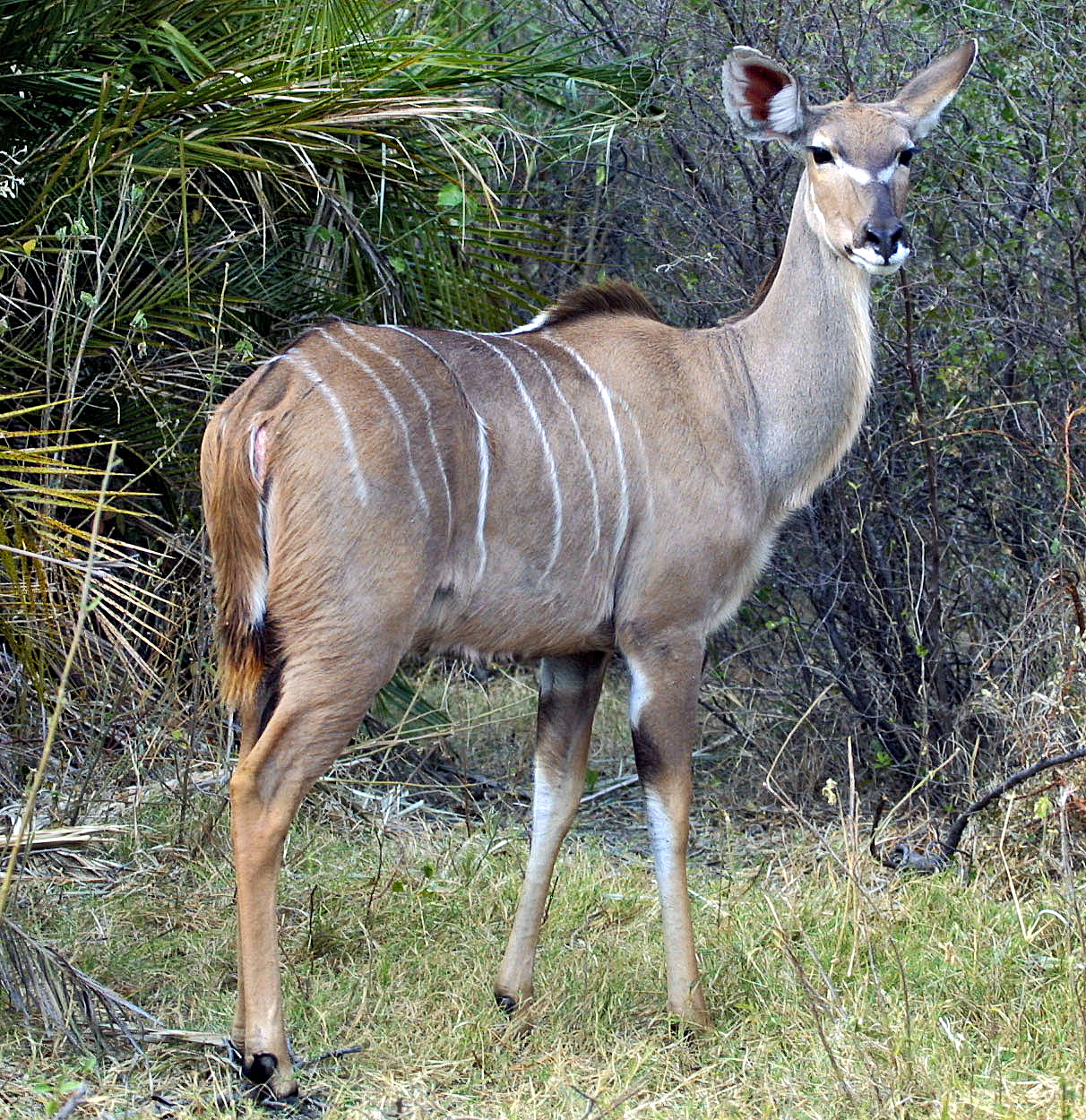
Большой куду

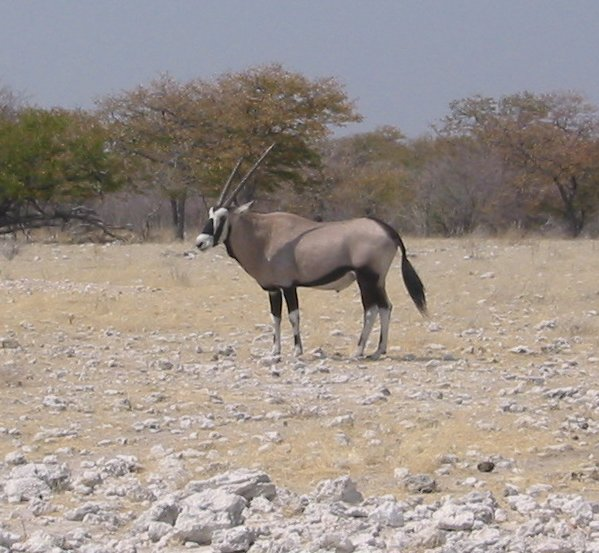
Орикс

      - Пустынный бородавочник, Phacochoerus aethiopicus LR/lc
      - Бородавочник, Phacochoerus africanus LR/lc

  - Подсемейство: Suinae
    - Род: Кистеухие свиньи
      - Кустарниковая свинья, Potamochoerus larvatus LR/lc
- Семейство: Бегемотовые (бегемоты)
  - Род: Бегемоты
    - Обыкновенный бегемот, Hippopotamus amphibius VU
- Семейство: Жирафовые (жирафы, окапи)
  - Род: Жирафы
    - Сетчатый жираф, Giraffa reticulata VU
- Семейство: Полорогие (крупный рогатый скот, антилопы, овцы, козы)
  -     - Род: Лиророгие бубалы
      - Топи, Damaliscus lunatus LR/cd

    - Род: Хиролы
      - Бубал Хантера, Beatragus hunteri CR

  - Подсемейство: Настоящие антилопы
    - Род: Дибатаги
      - Дибатаг, Ammodorcas clarkei VU

    - Род: Бейры
      - Бейра, Dorcatragus megalotis VU

    - Род: Газели
      - Газель-доркас, Gazella dorcas VU
      - Газель Гранта, Gazella granti LR/cd
      - Сомалийская газель, Gazella soemmerringii VU
      - Газель Спика, Gazella spekei VU

    - Род: Геренуки
      - Геренук, Litocranius walleri LR/cd

    - Род: Дикдики
      - Обыкновенный дикдик, Madoqua kirkii LR/lc
      - Сомалийский дикдик, Madoqua piacentinii VU
      - Горный дикдик, Madoqua saltiana LR/lc

    - Род: Антилопы-прыгуны
      - Антилопа-прыгун, Oreotragus oreotragus LR/cd

    - Род: Ориби
      - Ориби, Ourebia ourebi LR/cd

  - Подсемейство: Бычьи
    - Род: Африканские буйволы
      - Африканский буйвол, Syncerus caffer LR/cd

    - Род: Лесные антилопы
      - Малый куду, Tragelaphus imberbis LR/cd
      - Бушбок, Tragelaphus scriptus LR/lc
      - Большой куду, Tragelaphus strepsiceros LR/cd

  - Подсемейство: Дукеры
    - Род: Лесные дукеры
      - Cephalophus harveyi LR/cd

    - Род: Sylvicapra
      - Кустарниковый дукер, Sylvicapra grimmia LR/lc

  - Подсемейство: Саблерогие антилопы
    - Род: Ориксы
      - Бейза, Oryx beisa LR/cd

  - Подсемейство: Водяные козлы
    - Род: Водяные козлы
      - Обыкновенный водяной козёл, Kobus ellipsiprymnus LR/cd